# Лурёй
Лурёй (норв. Lurøy) — коммуна в фюльке Нурланн в Норвегии. Является частью региона Хельгеланд. Административный центр коммуны — деревня Лурёй. Лурёй был признан коммуной 1 января 1838 года. Новая коммуна Трена была отделена от Лурёя в 1872 году.
Коммуна расположена на берегу к югу от Полярного круга на западной окраине Салтфьеллета. Ферма Лурёя Lurøygården — сад, возрастом более двухсот лет, где находятся старые поля, бассейн и почти 20-метровый медный бук.

## Общая информация

### Название
Коммуна (первоначально приход) была названа в честь острова Lurøya (старонорвежский: Lúðrøy), поскольку там была построена первая церковь. Первая часть названия — слово lúðr, которое означает полое бревно, окончание — слово øy, означающее остров.

### Герб
У коммуны современный герб. Он был принят 22 августа 1986 года. На гербе изображён буй, как символ коммуны, в которой развито рыболовство и мореходство.